# حاج مشری
حاج مشری (به عربی: الحاج المشری) یک شهرداری در الجزایر است که در استان الاغواط واقع شده‌است. حاج مشری ۶٬۱۹۷ نفر جمعیت دارد.